# Markus Herz
Markus Herz o Marcus Herz, (Berlín, 17 de junio de 1747-Berlín, 19 de enero de 1803) fue un médico y filósofo alemán de origen judío.

## Biografía
Nacido en Berlín en una familia pobre, cuyo padre era un humilde escribano de Torá, Herz estaba destinado a ser un comerciante. Sin embargo, en 1762 se trasladó a Königsberg, Prusia Oriental, donde pudo renunciar a su trabajo como empleado y asistir a la Universidad de Königsberg. Allí fue alumno de Immanuel Kant. Debido a la falta de medios económicos hubo de abandonar los estudios. En ese periodo fue contratado como secretario del potentado ruso Efraim, con quien viajó por las provincias bálticas. En 1770 volvió a Alemania, donde estudió medicina en la Universidad de Königsberg , y donde se familiarizó también con las ideas filosóficas de Kant. Desarrolló un profundo interés por la filosofía y, bajo la influencia de Kant, se convirtió en un defensor entusiasta de la Ilustración. Se casó en 1779 con Henriette Herz, también de origen judío.
A lo largo de su carrera, Markus Herz intentó integrar la filosofía con la medicina, abogando por una visión holística de la salud y la naturaleza humana y convirtiendo su casa en un centro de reunión de personalidades artísticas, de la pintura, de la literatura y también de la política.
Su obra más conocida, Ensayo sobre la Ilustración (1783), refleja su compromiso con las ideas ilustradas y su deseo de aplicar los principios racionales al campo de la medicina.
Herz fue amigo y alumno de Moses Mendelssohn.

## Obras
- Betrachtungen aus der Spekulativen Weltweisheit, Konigsberg, 1771;
- Freimüthige Kaffeegespräche Zweier Jüdischer Zuschauerinnen über den Juden Pinkus, Berlín, 1772, un ensayo satírico;
- Versuch die Ursachen der Verschiedenheit des Geschmacks (o Versuch den Geschmack), Mitau, 1776;
- Briefe an Aerzte, Berlín, 1777-84;
- Grundriss der Medizinischen Wissenschaften, ib. 1782;
- Versuch über den Schwindel, Ib. 1786, 2d ed. 1791;
- Grundlage zu den Vorlesungen ber die Experimental-Physik, ib. 1787;
- Ein Sendschreiben a die Redaktion der Meassefim über das zu Frühe Beerdigen der Todten bei den Juden, ib. 1789.